# Towe Widerbergs
Towe Widerbergs var ett dansband från Sverige. Man hade framgångar under 1990-talet. Bandets ledare, Towe Widerberg, var tidigare sångare i dansbandet Streaplers men lämnade bandet 1990.

## Diskografi

### Album
- Som i en dröm (1993)
- Angelina (1995)
- Om änglar finns (1997)
- Kysser flickor (2004)

## Melodier på Svensktoppen
- Om änglar finns (1994–1995)
- Stanna kvar (1996)
- Där som vildblommor doftar (1997)
- Vad än sker (1998)
- Du tänder ett ljus (1999)

### Fotnoter
1. ↑  Aftonbladet 24 februari 2004 – Så här bra har Towe Widerberg aldrig låtit